# Tři kříže (Slavkovský les)
Tři kříže (německy Drei Kreuz Berg) – ve významu kopec – je lidový název pro Tříkřížový vrch, který se vypíná v nadmořské výšce 554  m n. m. v lázeňských lesích severozápadně od města Karlovy Vary. Kolem roku 1640 byly na vrcholu umístěny tři velké dřevěné kříže. Roku 1997 zde byl znovu vystavěn vichřicí zničený altán Camera obscura a tři roky poté na prostranství před kříži byl postaven nový vyhlídkový altán zvaný U Tří křížů.

## Historie
Tříkřížový vrch byl původně nazýván Buková hora (něm. Buchberg). Na jeho vrcholu, jako výraz úspěšné rekatolizace ve městě a kraji, byly kolem roku 1640 vztyčeny tři velké dřevěné kříže, podobenství biblické Golgoty.
První dochovalou informací o existenci křížů je rytina F. Henricuse z roku 1647, která zachycuje lázeňské město a jeho okolí. Kopec byl v té době odlesněn a kříže jsou na obrazu patrné. V roce 1822 popisuje kronikář J. Stöhr pohodlnou cestu na vrchol Tři kříže. Vrch přitahoval nejen výletníky či malíře, ale i tvůrce pověstí. Ta nejznámější vypráví o násilné smrti (společné sebevraždě) tří bratrů, kteří měli v úmyslu postavit na hoře hotel.
V době druhé světové války byl zarovnán terén v okolí křížů a na tomto strategickém místě byla vybudována vojenská betonová pozorovatelna. Za tzv. normalizace v sedmdesátých letech 20. století byl z prostředního kříže snesen plechový malovaný Kristus.
Na vrcholu bývaly extrémní povětrnostní podmínky, a proto musely být kříže často opravovány. Jedna z rekonstrukcí proběhla v roce 1985 a při té příležitosti byla za kříži postavena retranslační věž pro přenos signálu sovětské televize směrem k hotelu Imperial. Jedna z dalších rekonstrukcí dřevěných křížů se uskutečnila v roce 2000, kdy byl na střeše již zmíněné betonové pozorovatelny vystavěn níže popisovaný dřevěný vyhlídkový altán.

### Zaniklá výletní restaurace a kavárna U tří křížů
V 19. století byla plošina pod Třemi kříži vyhledávaným místem. Nacházela se zde dnes již zaniklá výletní restaurace a kavárna U tří křížů, na jejíž zahradě stával zajímavý dřevěný altán s názvem Camera obscura (temná komora). Návštěvníci restaurace zde ve ztemnělém prostoru mohli vidět světelné obrazy krajiny, které byly promítány na stěny altánu.

### Nový altán Camera obscura
V dalším období po zániku restaurace a kavárny U tří křížů altán Camera obscura chátral. V roce 1990 byl definitivně zničen při velké ničivé vichřici, která postihla i karlovarské lesy. V říjnu roku 1997 byl altán znovu vystavěn. Přes snahy jeho podobu zachovat nakonec vypadá jinak než altán původní.

### Altán U Tří křížů
V roce 2000 byl před třemi vrcholovými kříži na střeše vojenské betonové pozorovatelny z druhé světové války vystavěn dřevěný vyhlídkový altán. V roce 2003 však byl zcela zničen neznámými vandaly. O jeho obnovu se postarala příspěvková organizace Lázeňské lesy Karlovy Vary a s pomocí finančních prostředků dárců se jí podařilo v roce 2006 vybudovat altán nový.

## Popis křížů
Jedná se o tři dřevěné kříže s jetelovým zakončením ramen. Stojí na zbudované terase a jsou obezděny kamennými kvádry. Prostřední kříž je vysoký osm metrů a bývala na něm zavěšena na plechu malovaná postava ukřižovaného Ježíše Krista a tabulka s nápisem „INRI“ (lat. Iesus Nazarenus Rex Iudaeorum, česky Ježíš Nazaretský, král židovský). Oba postranní kříže mají výšku šest metrů. Před kříži bývalo dřevěné modlitební klekátko.

## Nedostavěná lanovka
Pozemní lanová či ozubnicová dráha měla vést z Vřídelní ulice na vrchol Tříkřížového vrchu. Stavba začala v zimě roku 1913. Byly zbudovány základy a těleso lanovky, stavbu však přerušila první světová válka a od té doby těleso chátrá.
Nové vedení města zvolené v komunálních volbách 2010 rozhodlo v březnu 2011 o odložení dostavby lanovky. V rozpočtu města se pro to nenašly finanční prostředky.

## Fotogalerie

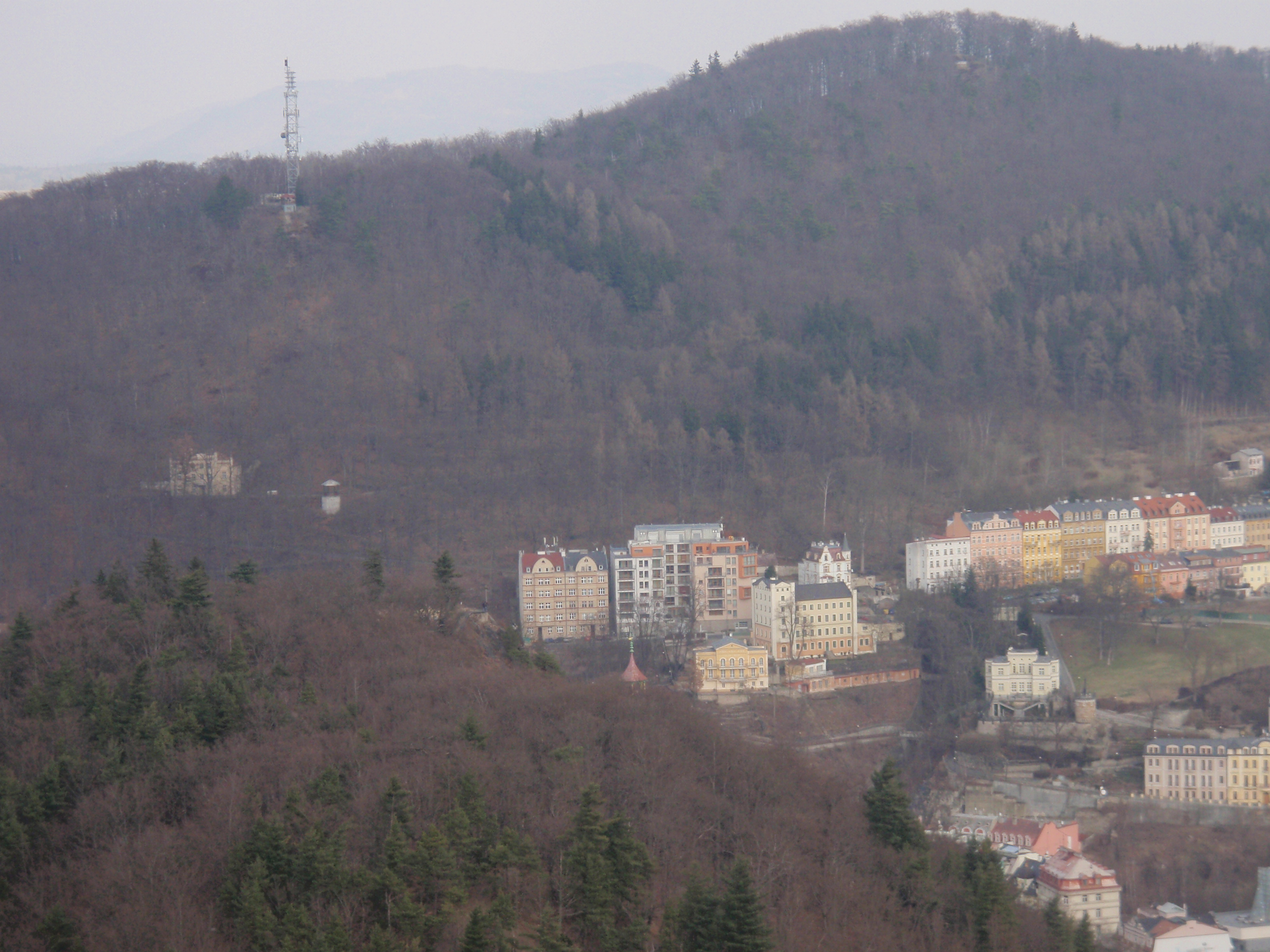
Tříkřížový vrch, březen 2011
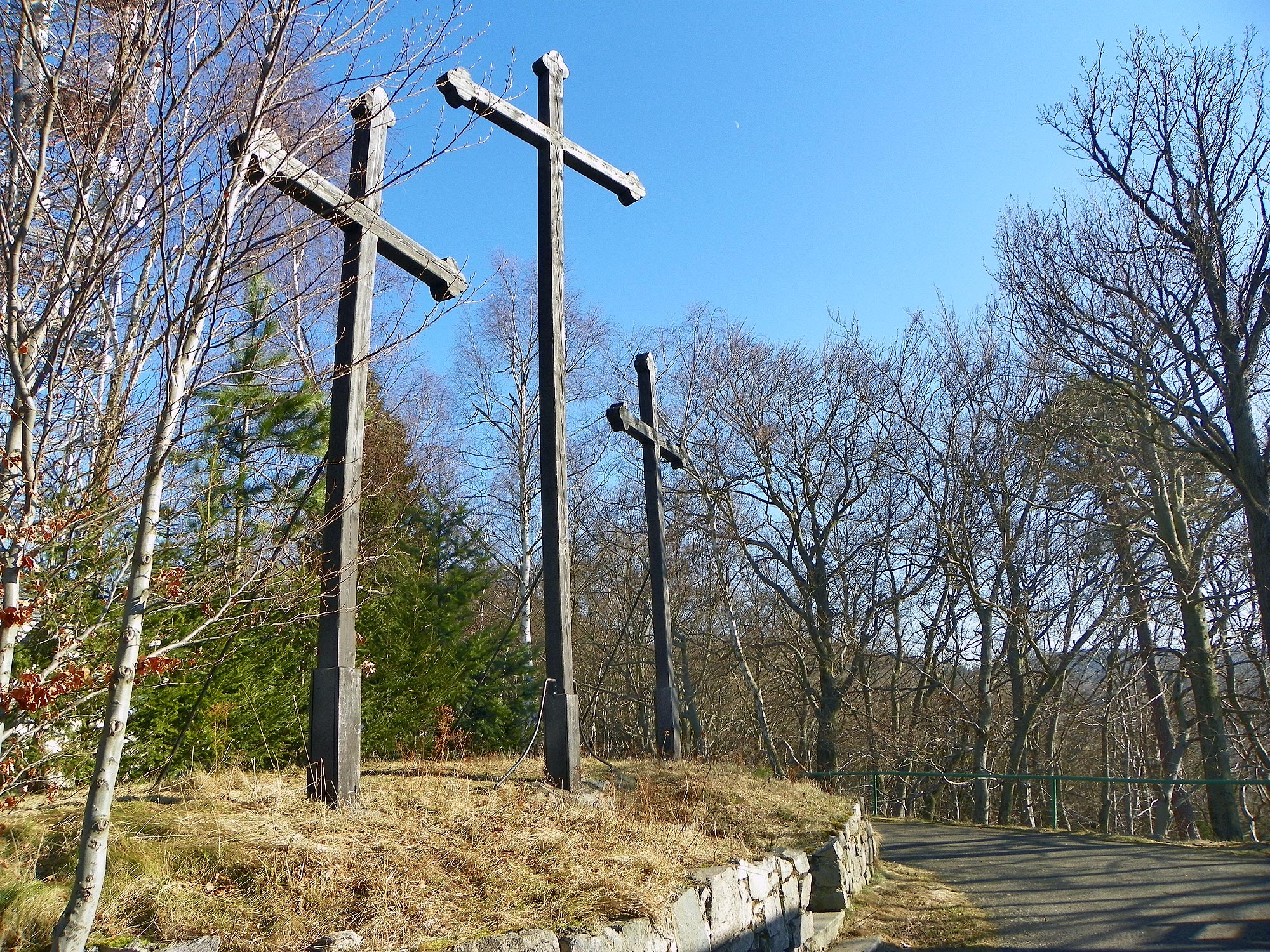
Tři kříže, únor 2011
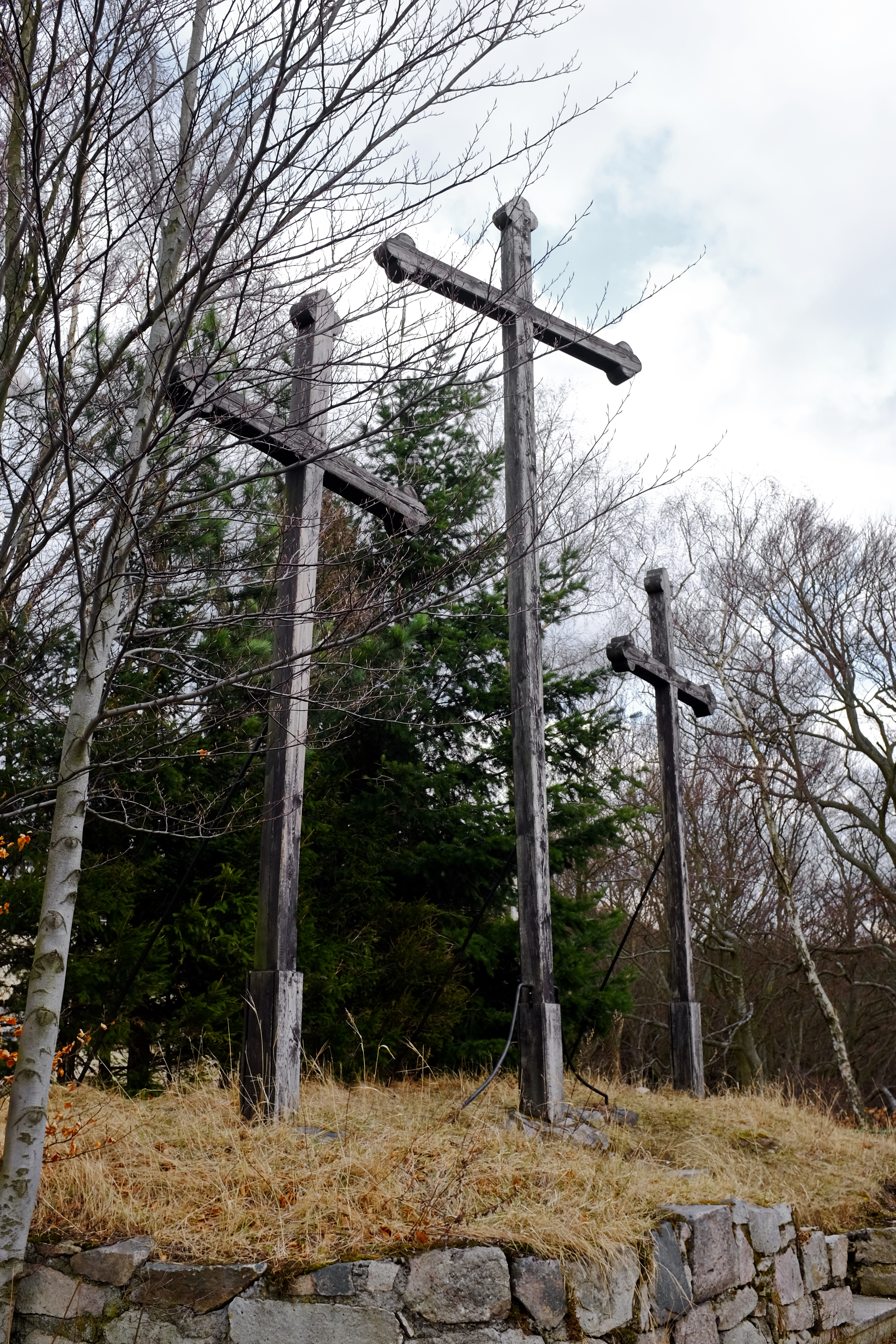
Tři kříže, březen 2018
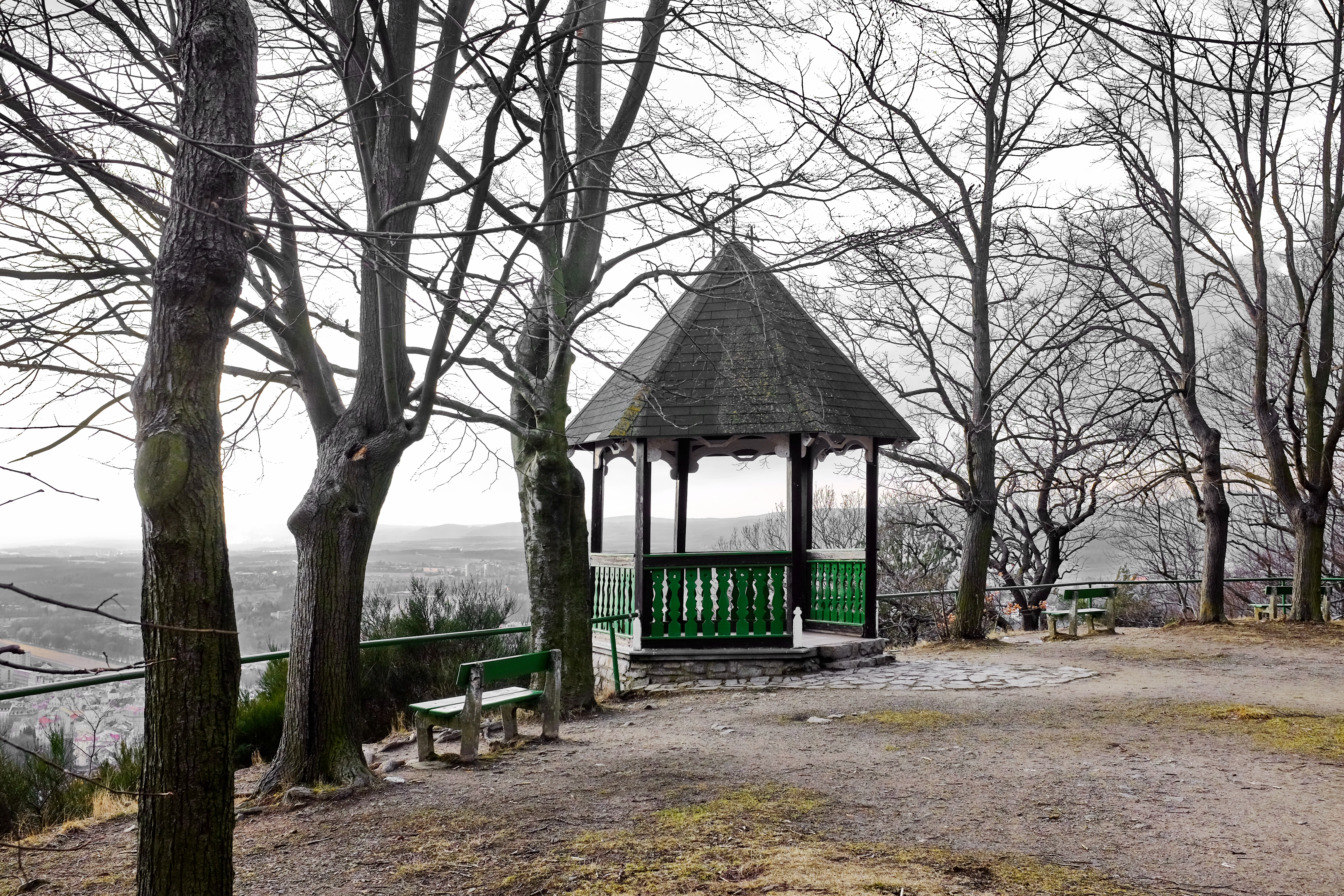
Altán Camera obscura, březen 2018
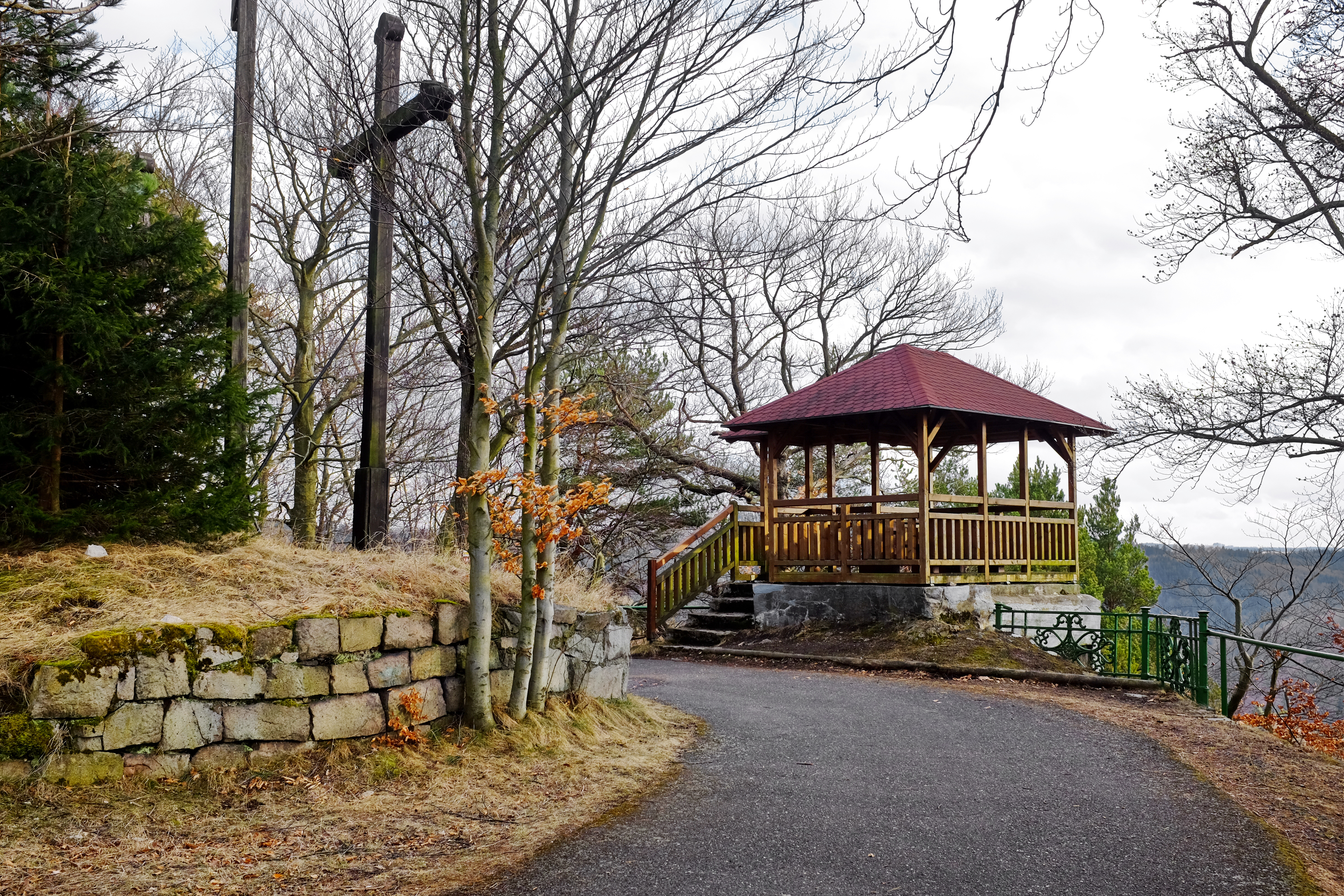
Altán U Tří křížů, březen 2018
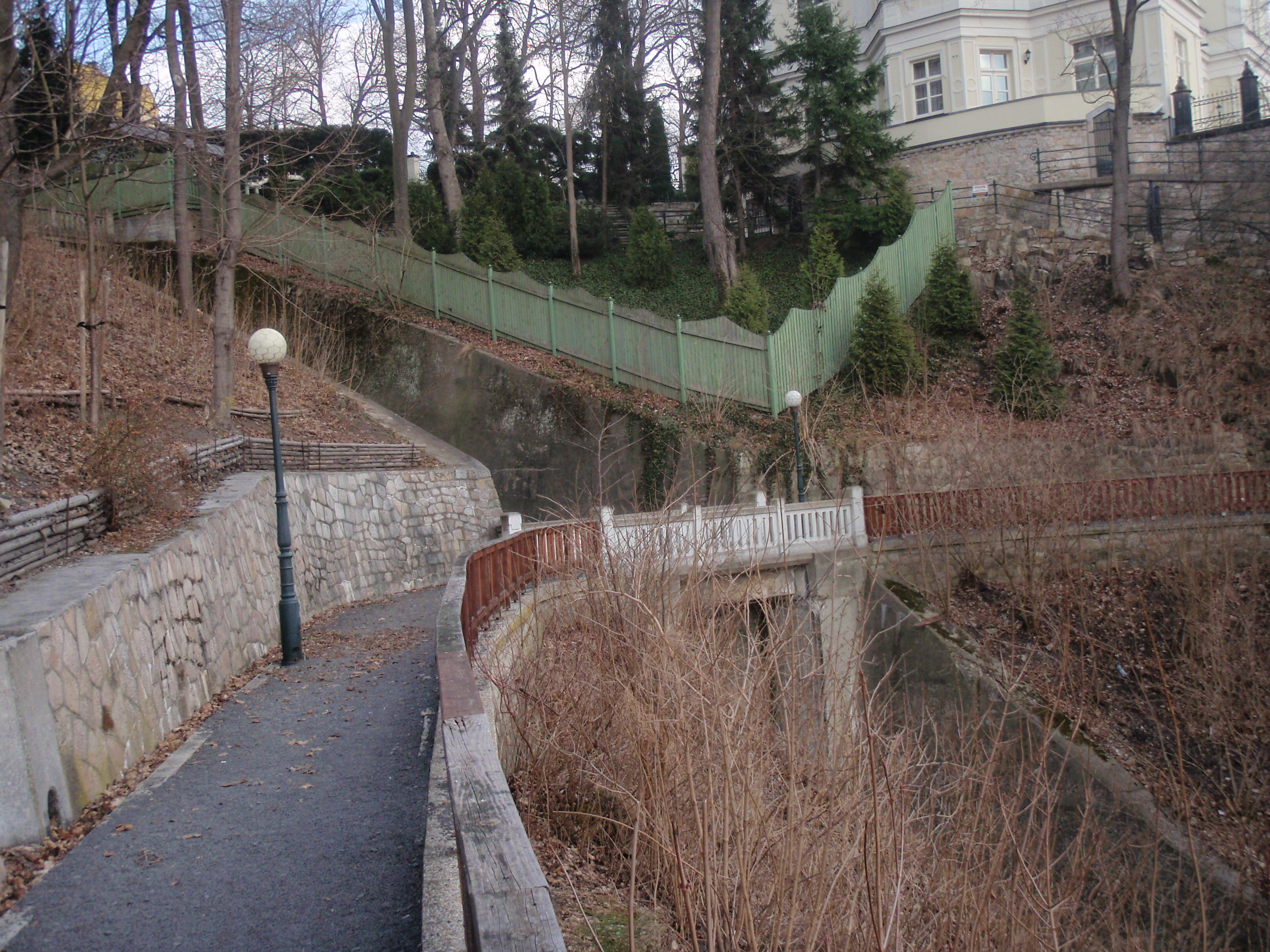
Lávka na stezce Jeane de Carro přes betonový zářez nedokončené lanovky, březen 2011
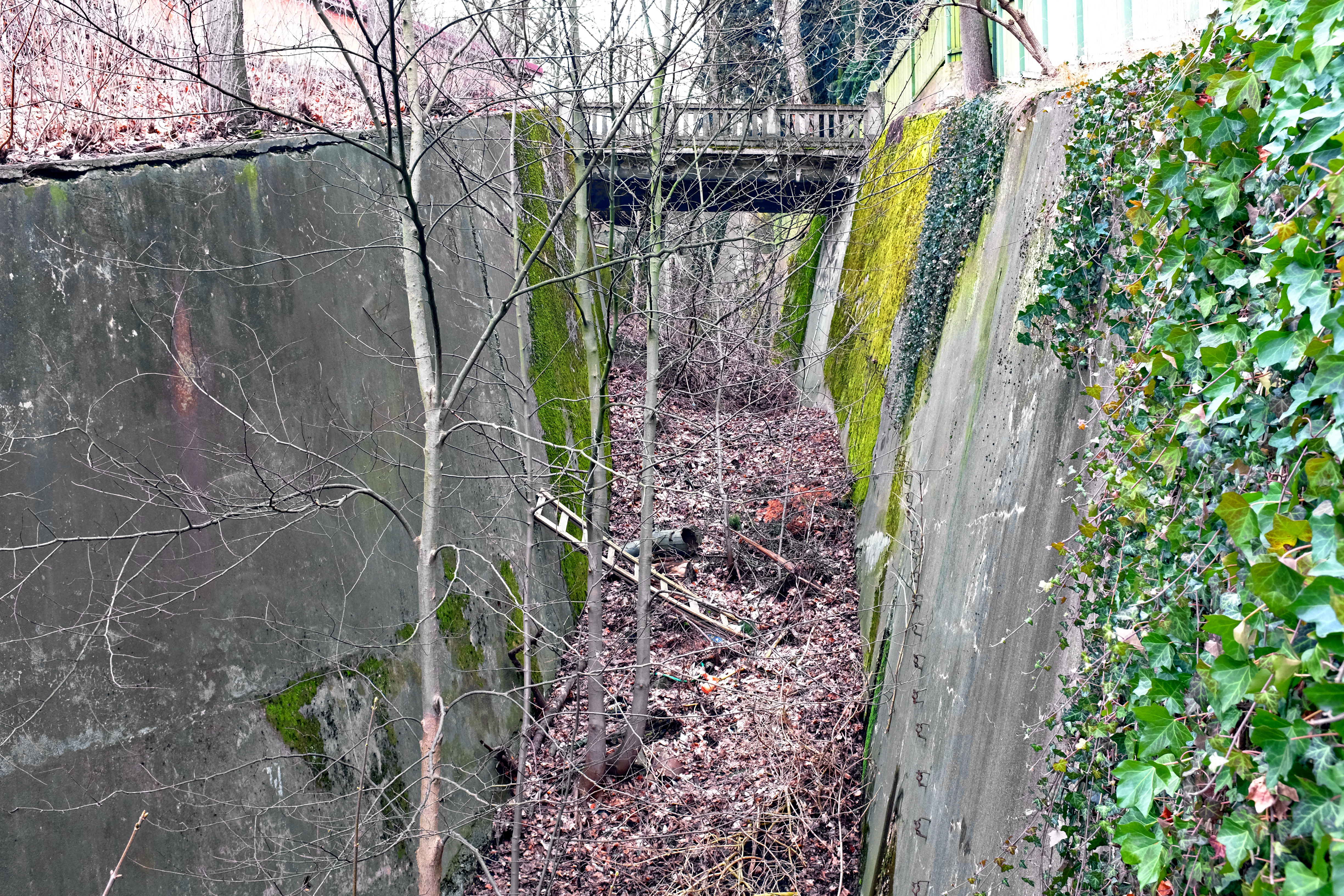
Část zářezu nedokončené lanovky, březen 2018
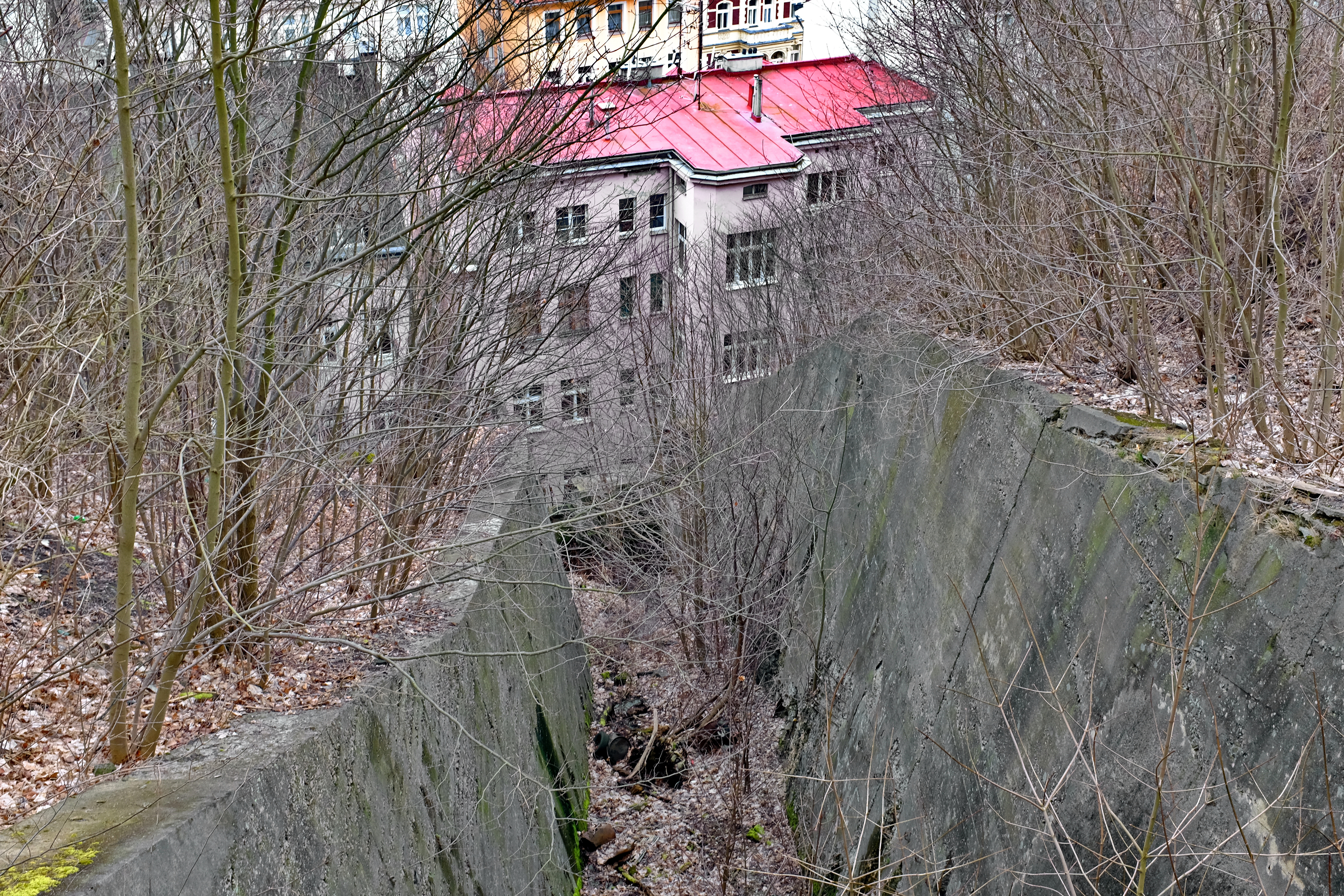
Část zářezu nedokončené lanovky, březen 2018
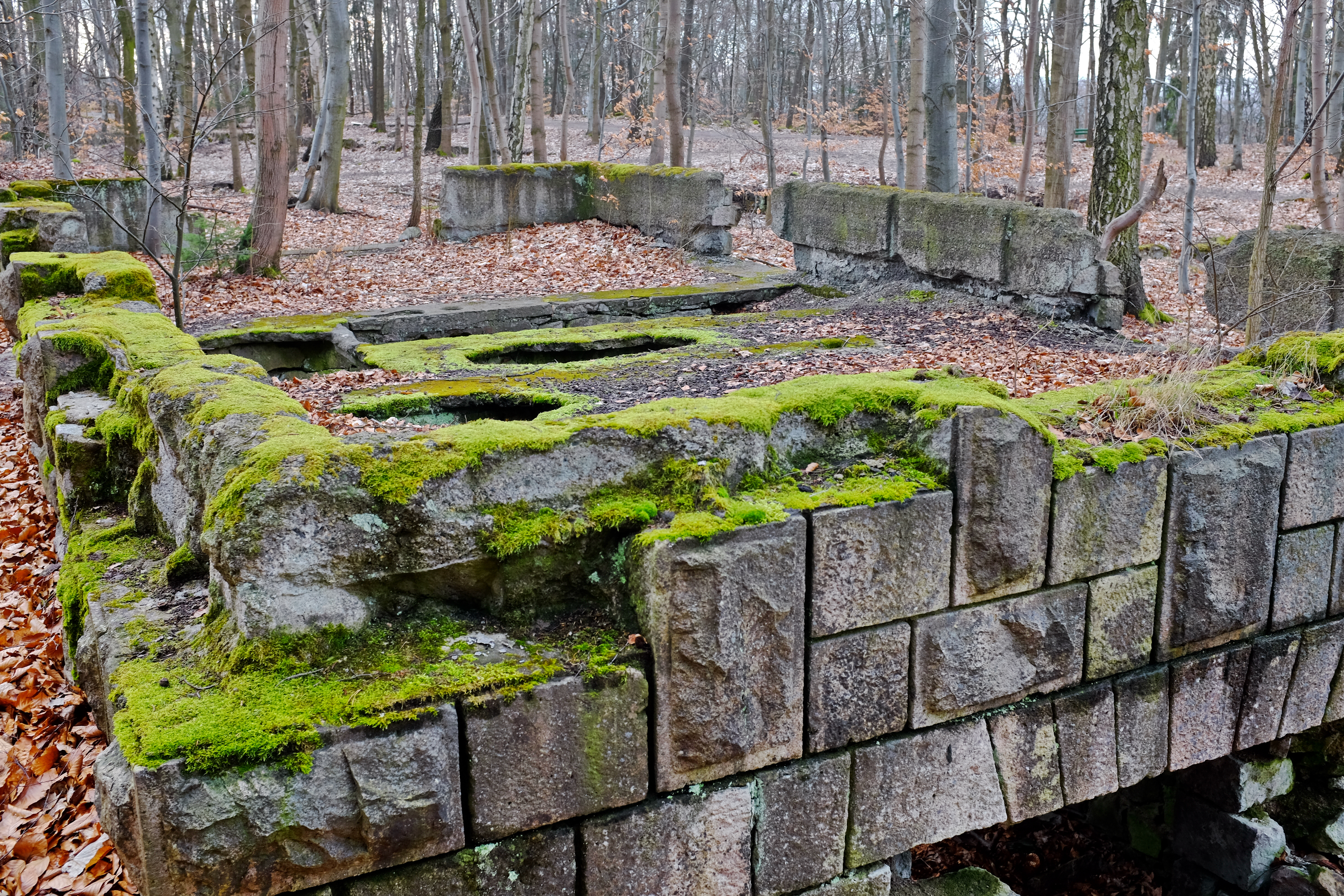
Část nedokončené horní stanice lanovky, březen 2018
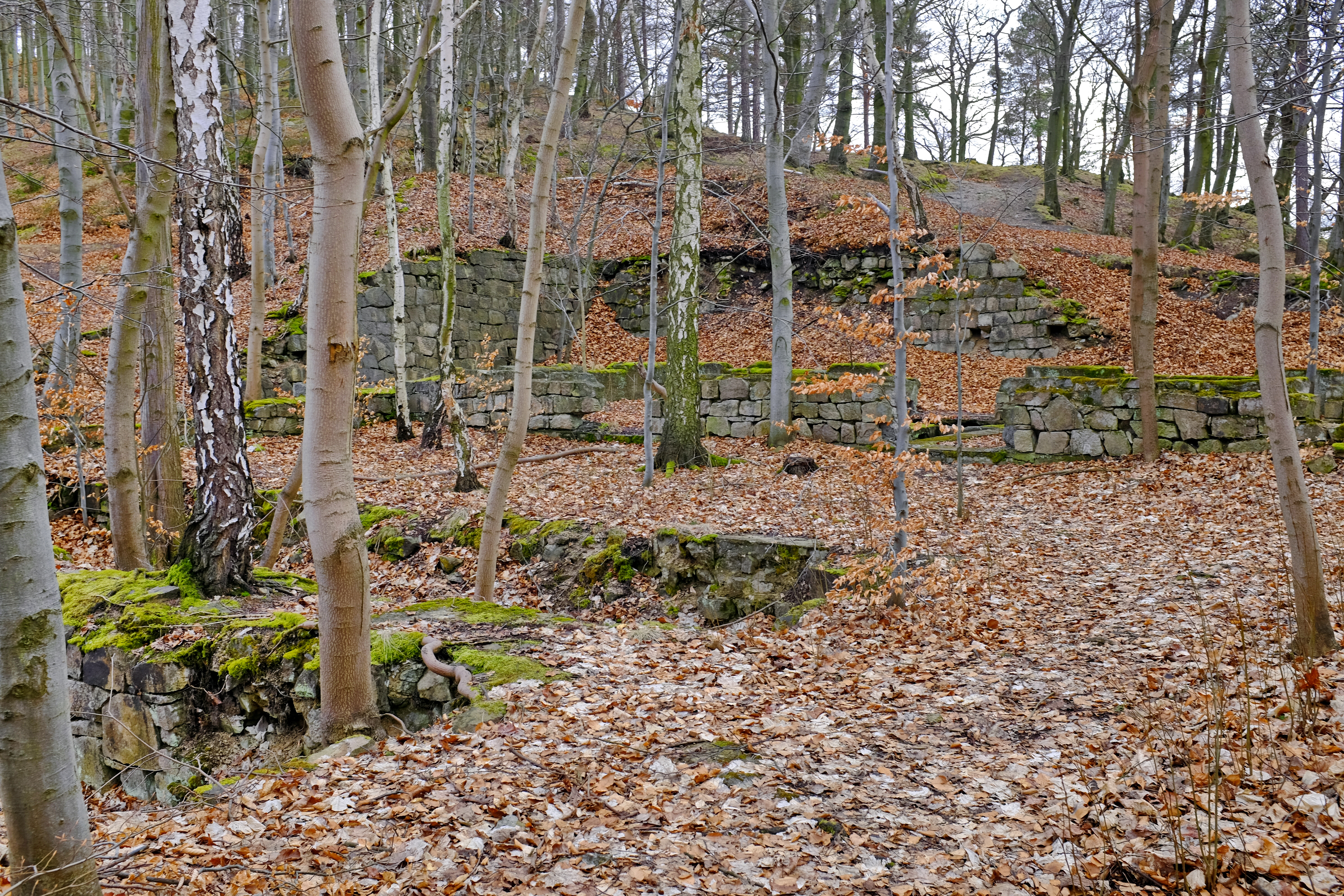
Část nedokončené horní stanice lanovky, březen 2018
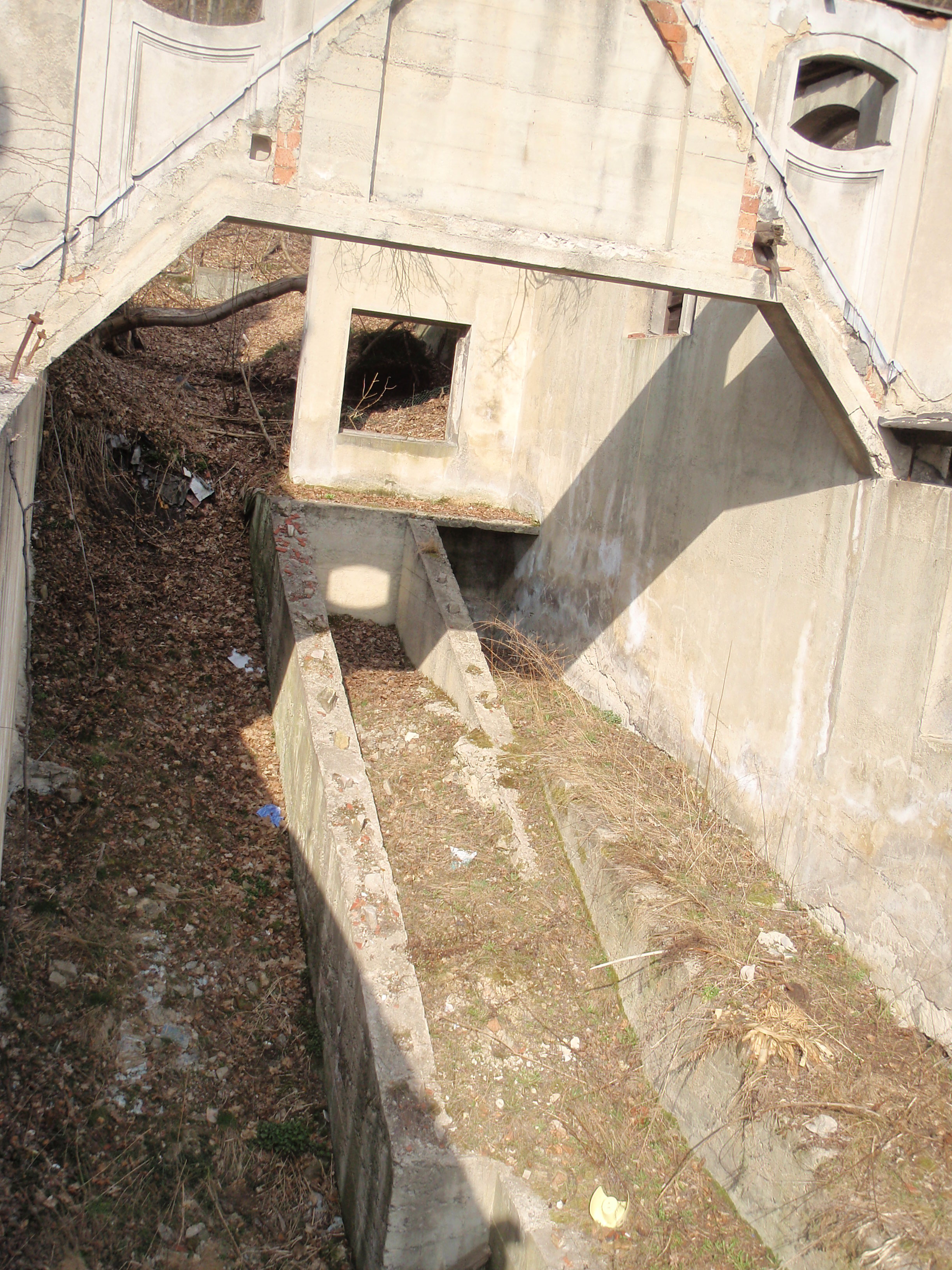
Základy mezistanice Panorama, březen 2011
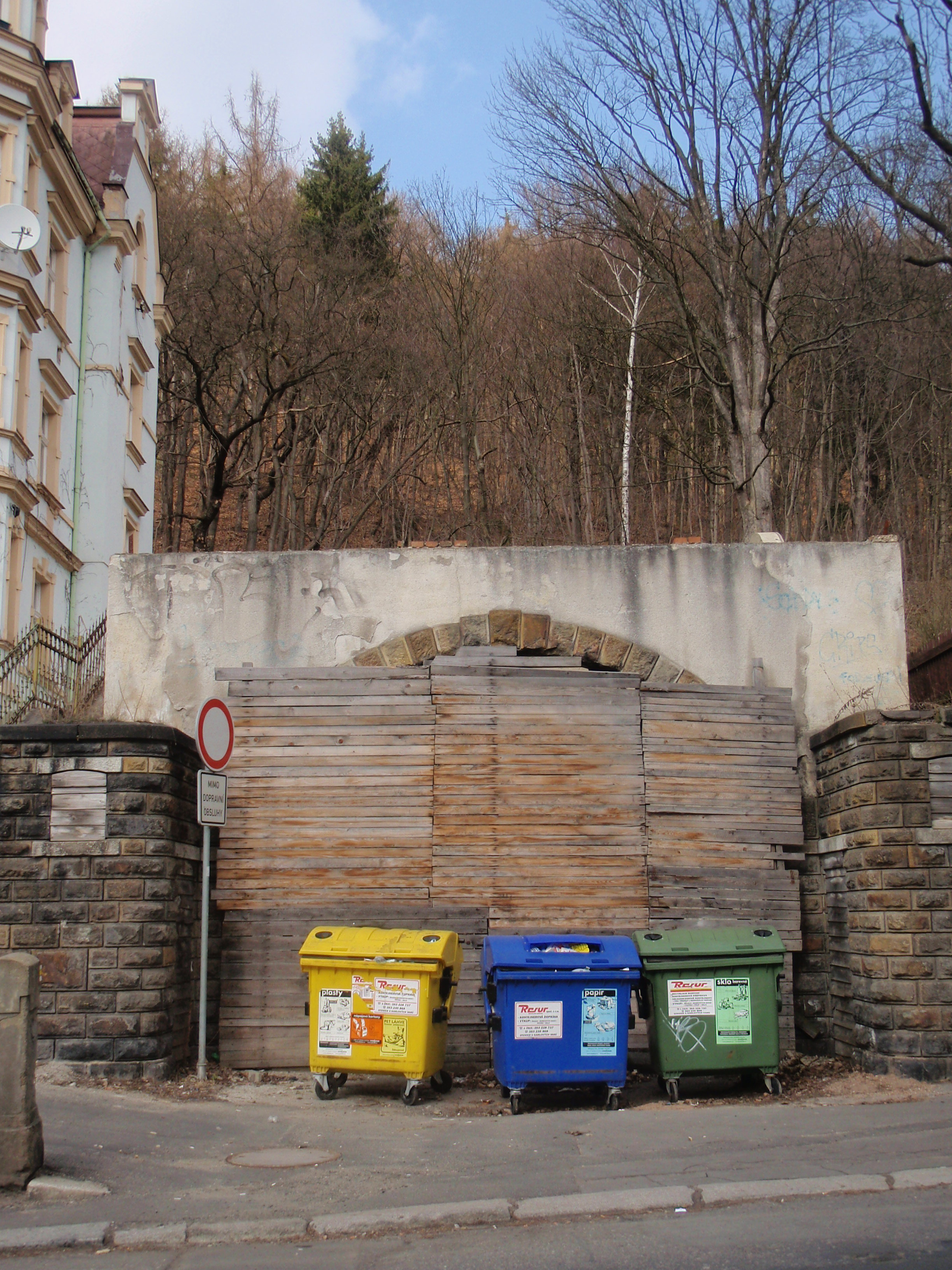
Zabedněné průčelí mezistanice Panorama, březen 2018